# المسيحية في جامو وكشمير

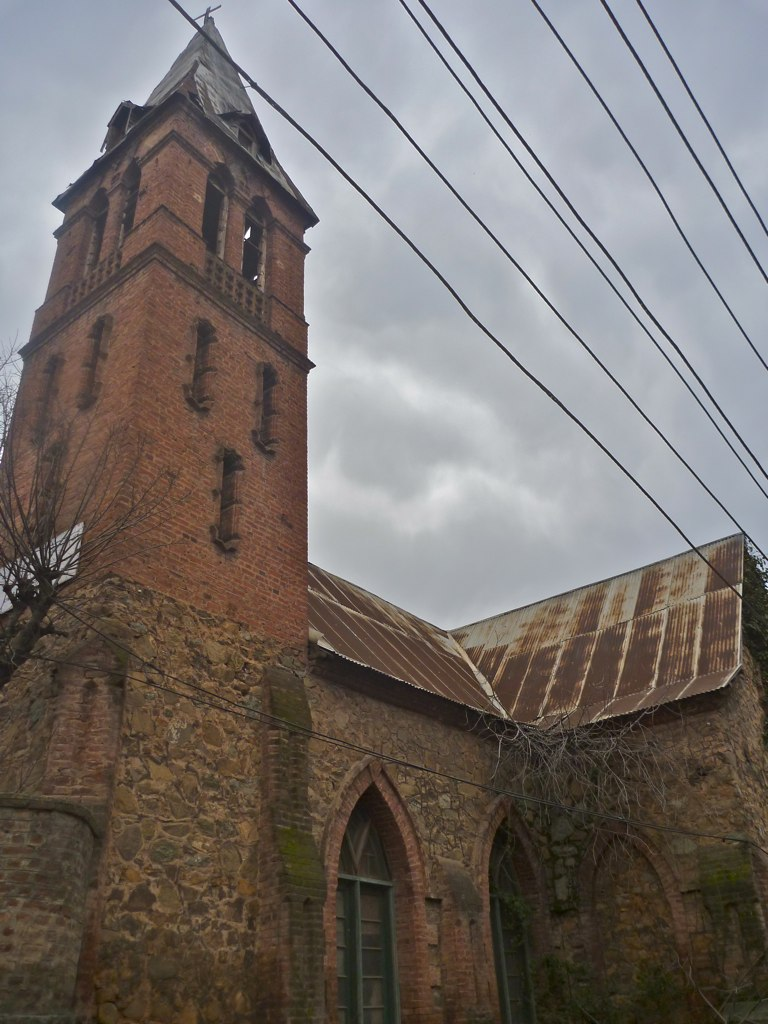
كنيسة مسيحية قديمة في سري نكر.

تُشكل المسيحية في جامو وكشمير أقلية صغيرة العددة وكشمير وفقاً لتعداد السكان عام 2001 يشكل المسيحيون حوالي 0.28% من إجمالي السكان في جامو وكشمير أي حوالي 35,631 نسمة، وتضم المنطقة على حفنة من الكنائس القديمة من ضمنها كنيسة العائلة المقدسة الرومانية الكاثوليكية في سري نكر وكنيسة جميع القديسين البروتستانتية وكنيسة القديس يوسف في بارامولا وكنيسة القديسة مريم في جولمارج. على الرغم من صغر العدد النسبي للمجتمع المسيحي في جامو وكشمير، تملك الطوائف المسيحية شبكة من المدارس المسيحية التي درس فيها نخبة سياسية واجتماعية، من ضمنها مدرسة بيرن هول للبنين في سري نكر والتي تأسست في عام 1943، ومدرسة الدير في جامو.

## ديموغرافيا

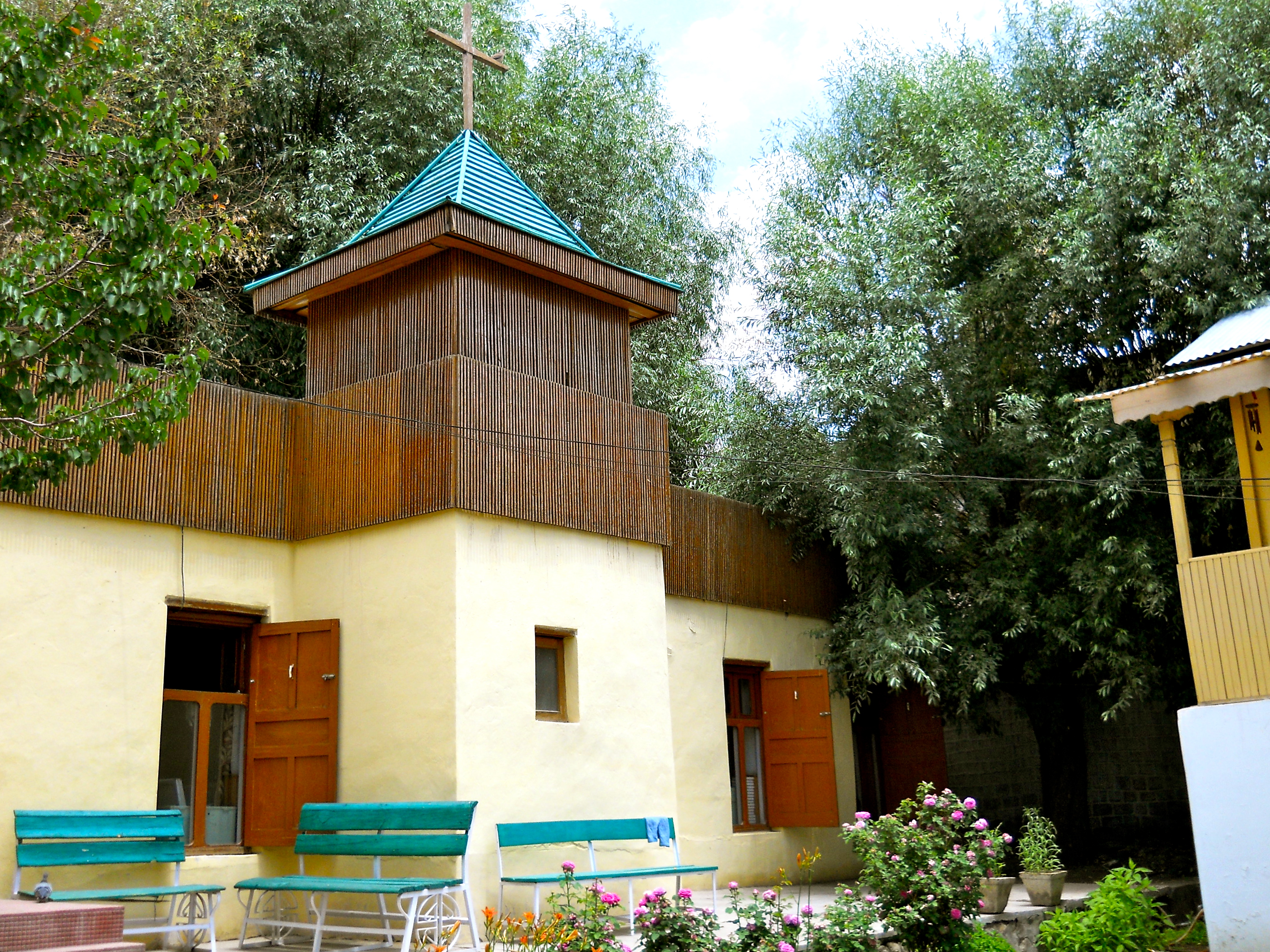
كنيسة مسيحية في لياه.

أشارت الموسوعة الكاثوليكية لعام 1910 إلى أن محافظة كشمير ضمت على حوالي خمسة عشر مليون نسمة، منهم اثنا عشر مليونًا وخمسمائة ألف من المسلمين، ومليونان من الهندوس، وخمسمائة ألف بوذيون وحوالي خمسة آلاف كاثوليكي. وفقاً لمصادر هندية غير رسمية تقدر أعداد الكشميريين الأصليين من أتباع الديانة المسيحية بحوالي 650 شخص يعيشون في وادي كشمير، ووفقاً لتقارير حقوقيَّة لا يزال المجتمع المسيحي في وادي كشمير يعيش تحت التهديد، التهديدات التي وجهها القادة الدينيون من مجتمع الأغلبية للمسيحيين تحذرهم من التبشير. غالبًا ما يتم اتهام الطائفة المسيحية بالتبشير بين الكشميريين. وفقاً لتعداد السكان عام 2011 شكل المسيحيين حوالي 0.42% من سكان جامو ذات الأغلبية الهندوسية، أي تقدر أعدادهم بحوالي 2,247,336 نسمة. ويشكل المسيحيين حوالي 0.17% من سكان كشمير ذات الأغلبية الإسلامية، أي تقدر أعدادهم بحوالي 11,742,957 نسمة. ويشكل المسيحيين حوالي 0.42% من سكان لداخ أي حوالي 560 شخص.
وفقاً للصحفي طارق مير تشهد المنطقة تزايد في أعداد المسلمين المتحولين إلى الديانة المسيحية، وعدد من المتحولين الجدد إلى المسيحية هم من فئة الشباب، وتُقدر جماعات مسيحية أعداد الكشميريين المتحولين إلى المسيحية حديثاً بحوالي 10,000 شخص. تعمل عدد من البعثات التبشيرية المسيحية القادمة من الولايات المتحدة وألمانيا وسويسرا في وادي كشمير، وبحسب التقارير هناك حوالي 200 مبشر مسيحي من مختلف الطوائف المسيحية يعملون في وادي كشمير.

## الأوضاع الاجتماعية

### الحضور في المجتمع

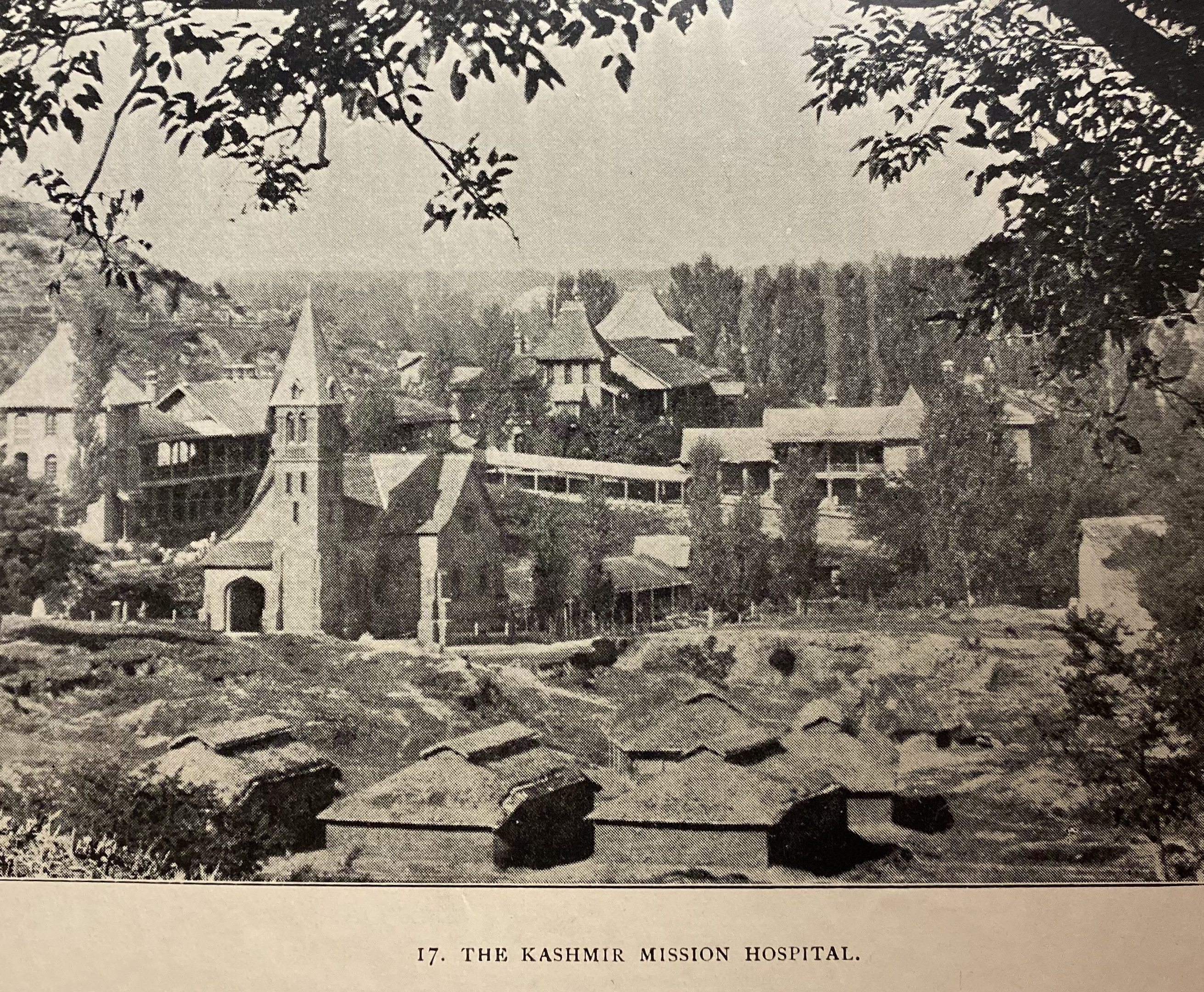
بعثة مسيحية طبية في كشمير: تعود الصورة إلى عام 1914.

على الرغم من صغر العدد النسبي للمجتمع المسيحي في جامو وكشمير، تملك الطوائف المسيحية شبكة من المدارس المسيحية التي درس فيها نخبة سياسية واجتماعية، من ضمنها مدرسة بيرن هول للبنين في سري نكر والتي تأسست في عام 1943، ومدرسة الدير في جامو. وتضم المنطقة على حفنة من الكنائس القديمة من ضمنها كنيسة العائلة المقدسة الرومانية الكاثوليكية في سري نكر وكنيسة جميع القديسين البروتستانتية وكنيسة القديس يوسف في بارامولا وكنيسة القديسة مريم في جولمارج. وكانت كنيسة القديس يوسف الكاثوليكية في بارامولا مرتبطة بجامعة لاهور في عام 1919.

### الاضطهاد

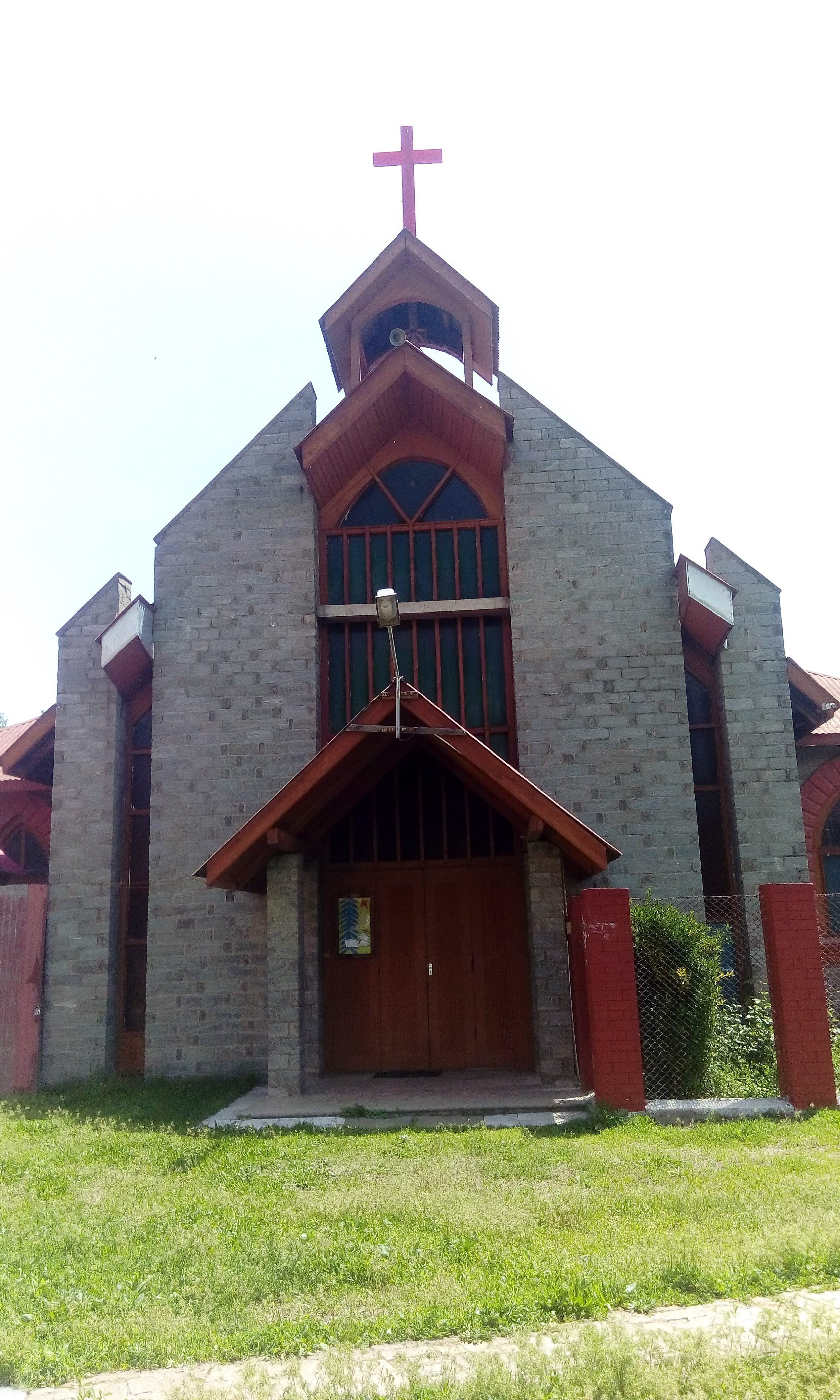
كنيسة القديس يوسف الكاثوليكية في بارامولا.

وفقاً لمصدر كثيرًا ما تعرض المسيحيون في جامو وكشمير للمضايقة والترهيب والاعتداء من قبل السكان المسلمين المحليين. في عام 2006، تعرّض بشير طنطري، وهو مسلم اعتتق المسيحية وأصبح مبشّرًا، للقتل على يد جماعات إسلاموية.
طلبت حكومة جامو كشمير في عام 2010 من جيم بورست، وهو مبشر كاثوليكي هولندي، كان في ذلك الوقت أحد أعضاء معهد ميل هيل في وادي كشمير، مغادرة المنطقة. كان بورست مسؤولًا أيضًا عن إدارة مدرستين هناك. وقد رفض المتحدث باسم المسيحيين الهنود، جون دايال، المزاعم حول حدوث اعتناق قسري للمسيحية. قال جون دايال، «فريق تقصي الحقائق الذي ذهب إلى سريناغار في أعقاب اعتقال القس خانا، وأجرى مقابلات مع أفراد من الكنيسة، والعلماء، والسلطات المدرسية والشرطة، لم يجد أي دليل على ممارسة القوة أو الاحتيال عند تعميد الأفراد المتحولين إلى المسيحية. وقد أثبت أن كل معمودية جرَت كانت طوعية».
في يناير 2012، أصدرت المحكمة الشرعية في كشمير فتوى ضد المدارس المسيحية. وطلبت من ثلاثة كهنة مغادرة الوادي بتهمة «جذب المسلمين إلى المسيحية». لم تأمر المحكمة حكومة جامو وكشمير فقط بمراقبة مثل هذه الأنشطة في المستقبل ولكن أيضًا لتولي إدارة المدارس المسيحية.
في مايو 2012، قامت جماعات إسلاموية بإضرام النار في كنيسة كاثوليكية.
في سريناغار، قام مُهاجمون بإحراق كنيسة مسيحية بروتستانتية وبيت أحد الكهنة، بالإضافة إلى منزل سيدة مسيحية.
وحول هذه القضايا علّق الأب ماثيو توماس، «بهذه الممارسات، يحاول المجتمع المسلم تخويف الأقلية المسيحية، حيث لا يوجد سوى 400 مسيحي في سريناجار. أناشد عمر عبد الله، رئيس الوزراء المسلم الذي درس في المؤسسات المسيحية، يجب عليه حماية جميع سكان سريناغار، بما في ذلك الأقليات».
في أبريل 2013، هاجم حشد مسلم يحمل صورة الإمام المحلي، مجموعة من سبعة مسيحيين بريطانيين يتألفون من خمس نساء وطفلين، كانوا يعيشون في شيفبورا لمدة أربع سنوات تقريبًا. قام المهاجمون برشق الحجارة على سياراتهم ومنزلهم. برّر الجُناة الهجوم بوقف التحويلات إلى المسيحية.
في 5 فبراير 2013، قام حشد من الناس بإلقاء الحجارة على جدران فندق كان يقيم فيه ثمانية أمريكيين وأربعة كوريين جنوبيين، اتُّهموا بتحويل السكان إلى المسيحية. لم تكن هناك أي إصابات. أظهرت إحدى صفحات الفيسبوك صورة لثلاث سيدات شرقيات مكتوب عليها «اهتمّوا بكشمير! يتعرض الإسلام في كشمير للهجوم، ويحاول المسيحيون تحويل المسلمين».

## معالم

### قبر يسوع في الجماعة الأحمدية
أدى الاعتقاد بأن يسوع نجا من الصلب وأمضى باقي سنوات عمره في كشميرل وفقاً لمعتقدات الجماعة الأحمدية، إلى أن يصير ضريح متهالك في عاصمة إقليم كشمير سريناجار أحد أهم المزارات السياحية في الهند. كان الضريح غير معروف نسبيًا حتى ادعى مؤسس الجماعة الأحمدية، غلام أحمد القادياني، في عام 1899 أن الضريح هو قبر يسوع. يتمسك الأحمديون بهذا الرأي اليوم، على الرغم من رفضه من قِبل القائمين من أهل السنة والجماعة المحليين على الضريح، حيث قال أحدهم «النظرية القائلة بأن المسيح دُفن في أي مكان على وجه الأرض هي نظرية تجديفية للإسلام».